# Erlenhofsiedlung

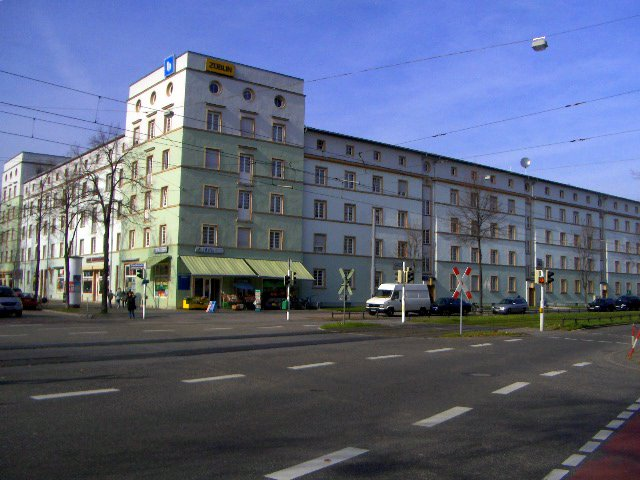
Südlicher Erlenhof

Die Erlenhofsiedlung ist eine Wohnanlage im Norden des Mannheimer Stadtteils  Neckarstadt-West. Sie gilt mit ihren 51 Häusern und 393 Wohnungen als eines der ersten großen Projekte für den sozialen Wohnungsbau in Deutschland. Die Erlenhofsiedlung wurde in den Jahren 1926–27 als erstes Bauvorhaben der kurz zuvor von Kommune und städtischer Sparkasse gemeinsam gegründeten gemeinnützigen Baugesellschaft Mannheim (GBG) zur Linderung der damaligen Wohnungsnot nach den Plänen des Mannheimer Architekten Ferdinand Mündel im Stile der Neuen Sachlichkeit erbaut. Aufgrund ihrer modernen Ausstattung, begrünten Innenhöfen mit Springbrunnen und bezahlbaren Mietpreise, waren die Wohnungen damals sehr begehrt.
Zerstörungen einzelner Elemente durch den Zweiten Weltkrieg wurden z. T. in veränderter Form bis 1953 wieder aufgebaut, der Charakter der Anlage blieb jedoch erhalten. Nach Modernisierungen in den 70er Jahren erfolgte von 2004 bis 2007 die Sanierung der kompletten Wohnanlage. Da die ca. 50 Gebäude seit dem Jahr 2000 unter Denkmalschutz stehen, wurde die Fassade nach historischem Vorbild restauriert.
Zur Siedlung gehört auch das Jugendhaus Erlenhof und der Abenteuerspielplatz.